# Jevgeny Tisjtsjenko
Jevgeny Andrejewitsch Tisjtsjenko (Russisch: Евгений Андреевич Тищенко) (Kanewskaja, 15 juli 1991) is een Russisch bokser. Hij werd olympisch kampioen in de zwaargewichtklasse op de Olympische Spelen van 2016. Ook won hij het wereldkampioenschap boksen in 2015.

## Erelijst

### Olympische Spelen
- 2016 in Rio de Janeiro, Brazilië (– 91 kg)

### Wereldkampioenschappen
- 2015 in Doha, Qatar (–91 kg)
- 2013 in Almaty, Kazachstan (–91 kg)
- 2017 in Hamburg, Duitsland (–91 kg)

### Europese kampioenschappen
- 2015 in Samokov, Bulgarije (–91 kg)
- 2017 in Charkiv, Oekraïne (–91 kg)

1904: Samuel Berger ·
1908: Albert Oldman ·
1920: Ronald Rawson ·
1924: Otto von Porat ·
1928: Arturo Rodríguez ·
1932: Alberto Santiago Lovell ·
1936: Herbert Runge ·
1948: Rafael Iglesias ·
1952: Ed Sanders ·
1956: Pete Rademacher ·
1960: Franco de Piccoli ·
1964: Joe Frazier ·
1968: George Foreman ·
1972: Teófilo Stevenson ·
1976: Teófilo Stevenson ·
1980: Teófilo Stevenson ·
1984: Henry Tillman ·
1988: Ray Mercer ·
1992: Félix Savón ·
1996: Félix Savón ·
2000: Félix Savón ·
2004: Odlanier Solís ·
2008: Rachim Tsjachkiev ·
2012: Oleksandr Usyk ·
2016: Jevgeny Tisjtsjenko ·
2020: Julio César La Cruz ·
2024: Lazizbek Mullojonov